# Sébastien de l’Aubespine

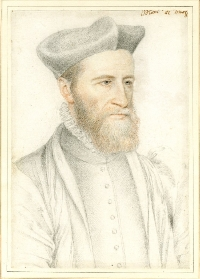
Sébastien de L’Aubespine

Sébastien de L’Aubespine (* 1518; † 1582) war ein französischer Kleriker und Diplomat, der einer adeligen Familie aus dem Burgund entstammte. Er war der Bruder von Claude de L’Aubespine.
Sébastien de L’Aubespine war Abt des Klosters Notre-Dame de Basse-Fontaine in Brienne-la-Vieille (Aube), Bischof von Vannes (1557–1558) und Bischof von Limoges (1558–1582). Unter König Franz I. und seinen Nachfolgern nahm er wesentliche diplomatische Aufgaben wahr. Er war Minister unter König Karl IX. und 1564 einer der Unterzeichner des Edikts von Roussillon.